# Proleb
Proleb là một đô thị thuộc huyện Leoben bang Steiermark, nước Áo. Đô thị Proleb có diện tích 24,49 km², dân số thời điểm cuối năm 2008 là 1645 người.